# SaberCats de San José
Stade
Les SaberCats de San José (en anglais : San Jose SaberCats) sont une franchise américaine de football américain en salle évoluant en Arena Football League depuis 1995. Basés à San José (Californie), les SaberCats jouent au HP Pavilion, enceinte de 14 041 places inaugurée en 1993.

## Entraîneurs
- 1995-1998 :  Todd Shell
- 1999-2015 :  Darren Arbet

## Palmarès
- Champion de l'Arena Football League : 2002, 2004, 2007

## Saison par saison
| Saison | Vic.                                 | Déf.                                 | Nuls                                 | Class.                               | En playoffs                          |
| 1995   | 8                                    | 4                                    | 0                                    | 1er AC Western                       | Défaite en quarts de finale          |
| 1996   | 6                                    | 8                                    | 0                                    | 3e AC Western                        | --                                   |
| 1997   | 8                                    | 6                                    | 0                                    | 2e AC Western                        | Défaite en quarts de finale          |
| 1998   | 7                                    | 7                                    | 0                                    | 2e AC Western                        | Défaite en quarts de finale          |
| 1999   | 6                                    | 8                                    | 0                                    | 3e AC Western                        | --                                   |
| 2000   | 12                                   | 2                                    | 0                                    | 1er AC Western                       | Défaite en demi-finales              |
| 2001   | 10                                   | 4                                    | 0                                    | 1er AC Western                       | Défaite en demi-finales              |
| 2002   | 13                                   | 1                                    | 0                                    | 1er AC Western                       | Victoire à l'ArenaBowl XVI           |
| 2003   | 12                                   | 4                                    | 0                                    | 1er AC Western                       | Défaite en demi-finales              |
| 2004   | 11                                   | 5                                    | 0                                    | 2e AC Western                        | Victoire à l'ArenaBowl XVIII         |
| 2005   | 9                                    | 7                                    | 0                                    | 2e AC Western                        | Défaite en quarts de finale          |
| 2006   | 10                                   | 6                                    | 0                                    | 1er AC Western                       | Défaite en demi-finales              |
| 2007   | 13                                   | 3                                    | 0                                    | 1er AC Western                       | Victoire à l'ArenaBowl XXI           |
| 2008   | 11                                   | 5                                    | 0                                    | 1er AC Western                       | Défaite en finale                    |
| 2009   | Saison suspendue                     | Saison suspendue                     | Saison suspendue                     | Saison suspendue                     | Saison suspendue                     |
| 2010   | Saison non-disputée par la franchise | Saison non-disputée par la franchise | Saison non-disputée par la franchise | Saison non-disputée par la franchise | Saison non-disputée par la franchise |
| 2011   | 7                                    | 11                                   | 0                                    |                                      | --                                   |
| 2012   | 12                                   | 6                                    | 0                                    |                                      | Défaite en demi-finales              |
| 2013   | 13                                   | 5                                    | 0                                    |                                      | Défaite en demi-finales              |
| 2014   | 13                                   | 5                                    | 0                                    |                                      |                                      |
| 2015   | 17                                   | 1                                    | 0                                    |                                      | Victoire à l'ArenaBowl XXVIII        |
| Totals | 217                                  | 110                                  | 0                                    | (inclus playoffs)                    | (inclus playoffs)                    |